# マリアの泉
「マリアの泉」（マリアのいずみ、英題:Blue Fountain）は1967年6月25日に発売されたジャッキー吉川とブルー・コメッツの楽曲である。

## 解説
- 作詞は万里村ゆき子、作曲は井上忠夫、編曲は森岡賢一郎によるもの。ブルー・コメッツのオリジナル曲で、前作の「ブルー・シャトウ」に続いてヒットした。
- 三原綱木と井上忠夫の輪唱で歌われている。バックはフルオーケストラを導入した演奏がされている。

## 収録曲
※ 両曲とも作詞：万里村ゆき子、編曲：森岡賢一郎
| #         | タイトル                           | 作詞      | 作曲     | 時間 |
| --------- | ---------------------------------- | --------- | -------- | ---- |
| 1.        | 「マリアの泉（Blue Fountain）」    |           | 井上忠夫 | 2:53 |
| 2.        | 「白い恋人（Good Night My Love）」 |           | 小田啓義 | 3:20 |
| 合計時間: | 合計時間:                          | 合計時間: | 6:13     |      |